# Хустська єпархія УПЦ (МП)
Хустська і Виноградівська єпархія — єпархія УПЦ (МП) з центром у Хусті, Закарпатська область, Україна. Керівник — митрополит Марк Петровцій, громадянин Росії.
Заснована 1994 року; об'єднує парафії та монастирі УПЦ (МП) на території Виноградівського, Міжгірського, Рахівського, Тячівського, Хустського районів Закарпатської області.

## Передісторія
Християнство на Закарпатті з'явилося, ймовірно, ще в перші століття після Христа, коли тут селилися колоністи з Римської імперії. Відомо, що на Першому Вселенському Соборі в 325 році був присутній єпископ Дакійський, а історична область Марамарош частково належала Дакії. Православ'я поширилося у Закарпатті, особливо після 863 року, завдяки проповідницькій діяльності братів Кирила і Мефодія в сусідніх Моравії та Паннонії. У 880-ті—890-ті роки століттями учні святих братів були вигнані з Моравії, багато хто з них знайшли притулок на Закарпатті, і вважаються тут засновниками християнства.
Після заснування Мукачівської єпархії у 940 році землі нинішньої Хустської єпархії увійшли в її склад і розділили її непросту долю напротязі століть, спочатку у складі Київської Русі, а потім зберігаючи православну віру і віддання, незважаючи на майже незмінну ворожість з боку світських володарів, які сповідували католицизм або протестантизм. До середини XVIII століття православна ієрархія в краї була знищена і лише на початку XX століття зародився народний рух за повернення до православ'я. Австро-угорська влада перешкоджала його розповсюдженню і організувала переслідування. У 1903—1904 роках був організований перший Марамарош-Сігетський процес на якому семеро православних сповідників були засуджені до різних термінів тюремного ув'язнення. У другій половині 1913 року вже 32 людини були заарештовані за перехід у православ'я. Другий Марамарош-Сігетский процес завершився 3 березня 1914 року відкритим засудженням тих, хто перейшов у православ'я виключно за релігійні переконання.
По закінченні Першої світової війни і розпаду Австро-Угорської імперії Закарпаття увійшло до складу Чехословаччини на правах автономної частини республіки як Підкарпатська Русь (Карпатська Україна). З 1945 року Мукачівська єпархія увійшла до складу Російської православної церкви, перебуваючи з 1990 року в УПЦ московського патріархату (РПЦвУ).
У 2020 році один із священників єпархії Венедикт (Хромей) був одним з організаторів заворушень у селі Ділове на Закарпатті з метою перешкоджання переходу місцевої громади РПЦвУ до ПЦУ. Відомий проведенням ритуалів у атрибутиці з російськими символами. 2023 року отримав річний іспитовий термін за пропаганду комуністичного режиму.
У грудні 2022 року СБУ провела обшуки в Свято-Миколаївському чоловічому монастирі, було виявлено символіку забороненої проросійської партії ОПЗЖ, матеріали з вихвалялянням російських окупантів, пропагандистські книги російських авторів, які закликають приєднуватися до окупантів і прославляють російську агресію.
У січні 2023 року плани призначити Венедикта (Хромея) керівником Хустської єпархії викликали обурення серед місцевих вірян.

## Загальні відомості
Хустська єпархія була утворена рішенням Священного Синоду Української православної церкви (МП) від 29 липня 1994 року, будучи виділеною з Мукачівської. Територія її охоплює міста і села, розташовані в східній частині Закарпаття — тобто у Виноградівському, Міжгірському, Рахівському, Тячівському та Хустському районах Закарпатської області. Кафедральне місто єпархії — Хуст, кафедральні собори — Кирило-Мефодіївський (Хуст) та Свято-Троїцький (Виноградів).
В Хустсько-Виноградівській єпархії у 2000 році було 172 парафій і 11 монастирів,
у 2004 році — 213 парафій, 276 священнослужителів (266 священників, 10 дияконів).
До складу єпархії входять 16 благочинницьких округів:
- Березовський,
- Великобичковський,
- Вільховський,
- Виноградівський,
- Вониговський,
- Дубівський,
- Келечинський,
- Королівський,
- Міжгірський,
- Рахівський,
- Синевірський,
- Сокирницький,
- Солотвинський,
- Тячівський,
- Хустський,
- Ясінський.

Працює Хустське духовне училище (Виноградівський р-н, с. Великі Ком'яти) і недільні школи майже при кожному храмі, виходить єпархіальна газета «Духовна криниця Карпат» (рос. «Духовный колодец Карпат»).
16 вересня 2014 року рішенням Священного Синоду УПЦ МП єпископу Антонію (Боровик) визначено бути єпископом Угольським, вікарієм Хустської єпархії. Рішенням Священного Синоду УПЦ (МП) від 3 квітня 2019 року звільнений з посади вікарія Хустської єпархії та почислений за штат.
3 квітня 2019 року Священний Синод УПЦ (МП) ухвалив рішення про призначення архімандрита Симеона (Голубки) єпископом Угольським, вікарієм Хустської єпархії.
7 квітня 2019 року архієрейську хіротонію у храмі на честь преподобних Антонія і Феодосія Свято-Успенської Києво-Печерської Лаври звершив митрополит Київський і всієї України Онуфрій (Березовський).

## Монастирі
- Чоловічі
  - Монастир в ім'я святого Симеона м. Виноградів
  - Монастир в ім'я святого Георгія с. Крива
  - Монастир в ім'я Іллі пророка с. Терново
  - Монастир в ім'я святого пророка Іоанна Предтечі с. Бедевля
  - Монастир в честь ікони Божої Матері «Несподівана Радість» с. Колочава
  - Свято-Миколаївський Карповтласький монастир с. Карповтлаш, Хустський район)
  - Монастир на честь Преображення Господнього с. Теребля
  - Пустинь в ім'я святого Сергія с. Грушово
  - Монастир в ім'я святого Стефана с. Крайниково
  - Монастир в ім'я великомученика Пантелеймона м. Хуст — Городилово
  - Монастир Свято-Тріїцький м. Хуст — Городилово
  - Іллінський скит Грушівського монастиря смт. Дубове Тячівського р-ну., Скитоначальник — ієромонах Кирил (Шевченко)
  - Монастир Серафимівський с. Розтоки грочище(Тищора) Рахівського р-ну., Настоятель — архімандрит Мефодій (Щербак)
- Жіночі
  - Свято-Вознесенський жіночий монастир (с. Чумальово)
  - Монастир в ім'я святого апостола Іоанна Богослова с. Копашново-Поляна
  - Монастир в ім'я святого Михайла с. Драгово-Забродь
  - Монастир на честь Різдва Пресвятої Богородиці с. Липча
  - Монастир в честь Успіння Пресвятої Богородиці с. Угля
  - Свято-Троїцький жіночий монастирс. Вільхівці
  - Пантелеїмонівський скит Углянського Успенського монастиря с. Нересниця
  - Монастир «Свято-Сергієва пустинь» с. Грушово, Тячівський р-н.,(урочище «Опчина»). Настоятелька–ігуменя Євгенія (Кльотченкова)
  - Монастир Серафимівський с. Лопухів Тячівського р-ну, вул. Лісна. б/н Настоятелька — ігуменя Ірина (Чол).
  - Покровський скит Георгієвського монастиря с. Колодно (Кривець) Тячівського р-ну, Скитоначальник — архімандрит Артемій (Пацкан)

## Правлячі Архиєреї
- Мефодій (Петровцій) (30 липня 1994 — 22 листопада 1998)
- Агапіт (Бевцик) (22 листопада 1998 — 26 липня 2000)
- Іоанн (Сіопко) (26 липня 2000 — 22 листопада 2006)
- Іполит (Хілько) (22 листопада 2006 — 14 грудня 2007)
- Марк (Петровцій) (з 14 грудня 2007 р.)